# 佐々木嗣治
佐々木　嗣治（ささき　つぐはる、1977年5月28日 - ）は日本人の空道家。北海道出身。国際空道連盟大道塾帯広所 属。身長 174cm、体重84kg。大学までレスリングを経験しており、2006年、 北斗旗体力別選手権大会決勝戦ではブラジリアン柔術黒帯の 鶴屋浩と 対決、見事これを制し、1997年に極真武徳会(当時)のセミー・シュルト に奪われて以来9年間守り続けた北斗 旗を守り抜いた。

## 来歴
- 2000年 - 国体レスリング北海道大会65kg級優勝
- 2006年 - 北斗旗 体力別選手権 重量級 優勝(最優秀勝者賞)
- 2008年春 - 北斗旗 体力別選手権 重量級 準優勝
- 2008年秋 - 北斗旗 体力別選手権 重量級 優勝
- 2009年 - 空道第三回世界大会4位
- 2011年 - 北斗旗 無差別選手権 ベスト8